# Fort Zeelandia (Paramaribo)

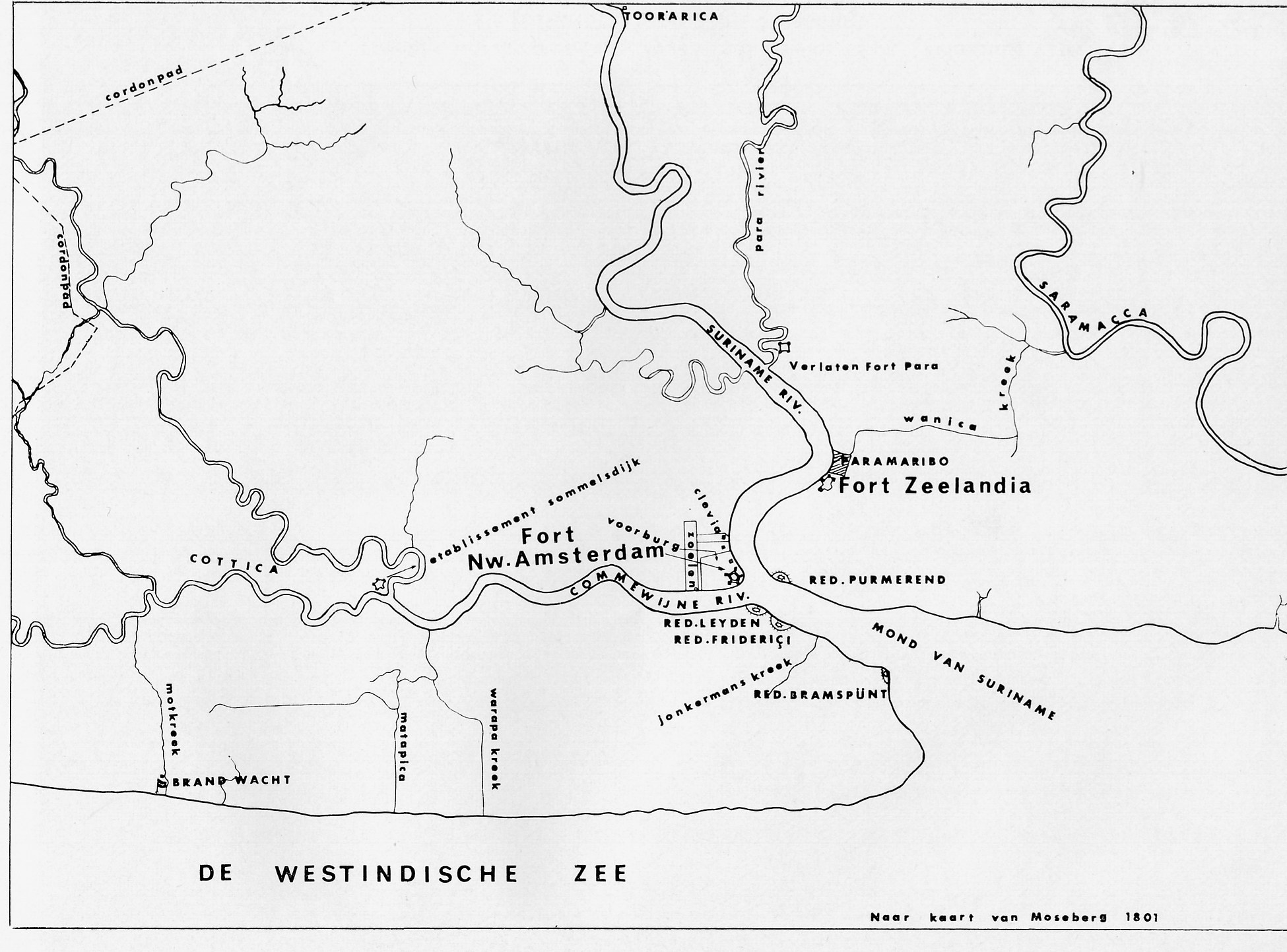
Die Lage des Forts und weiterer Verteidigungsanlagen in Suriname, Karte aus 1801

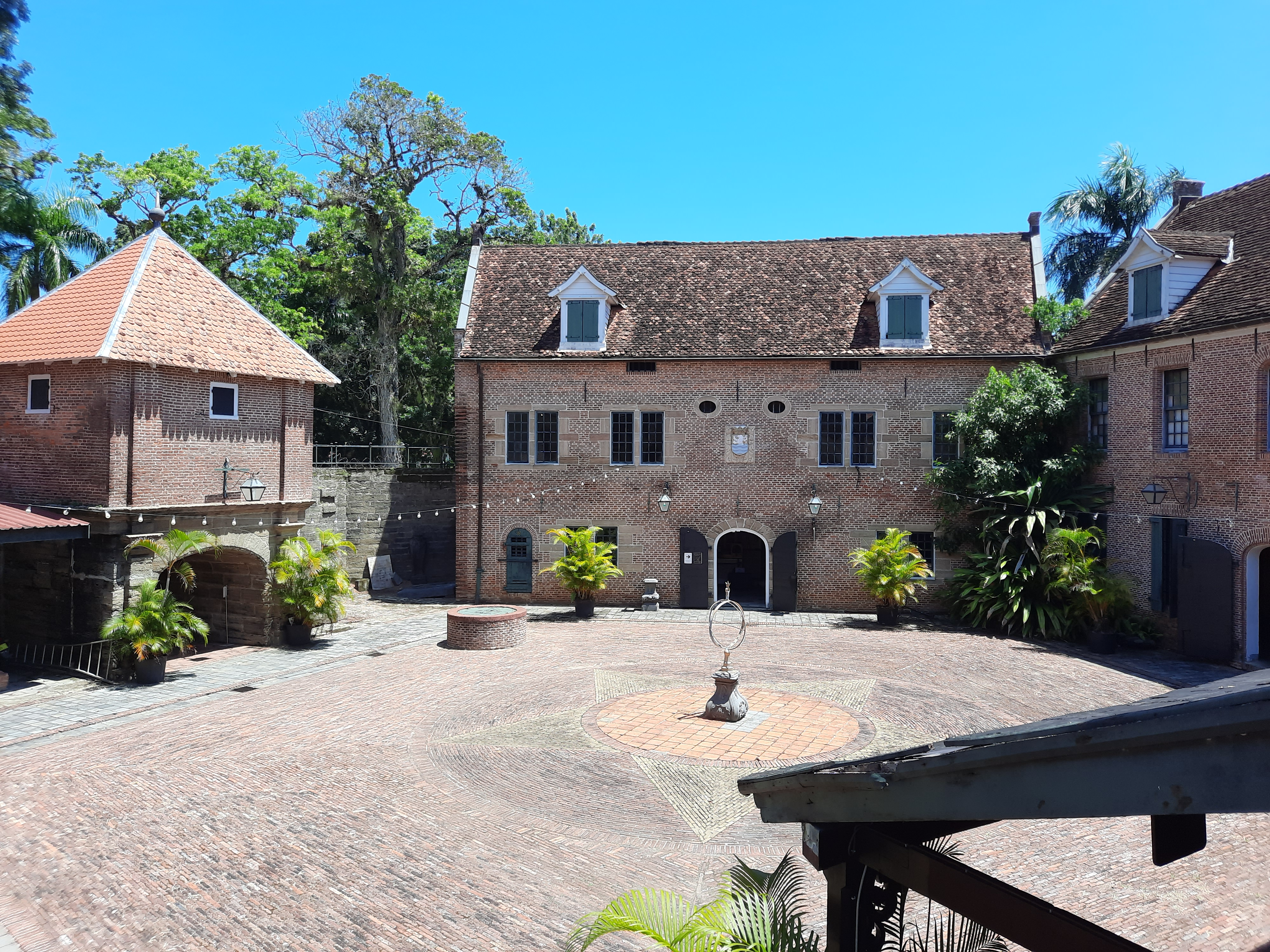
Innenhof des Forts, Oktober 2022

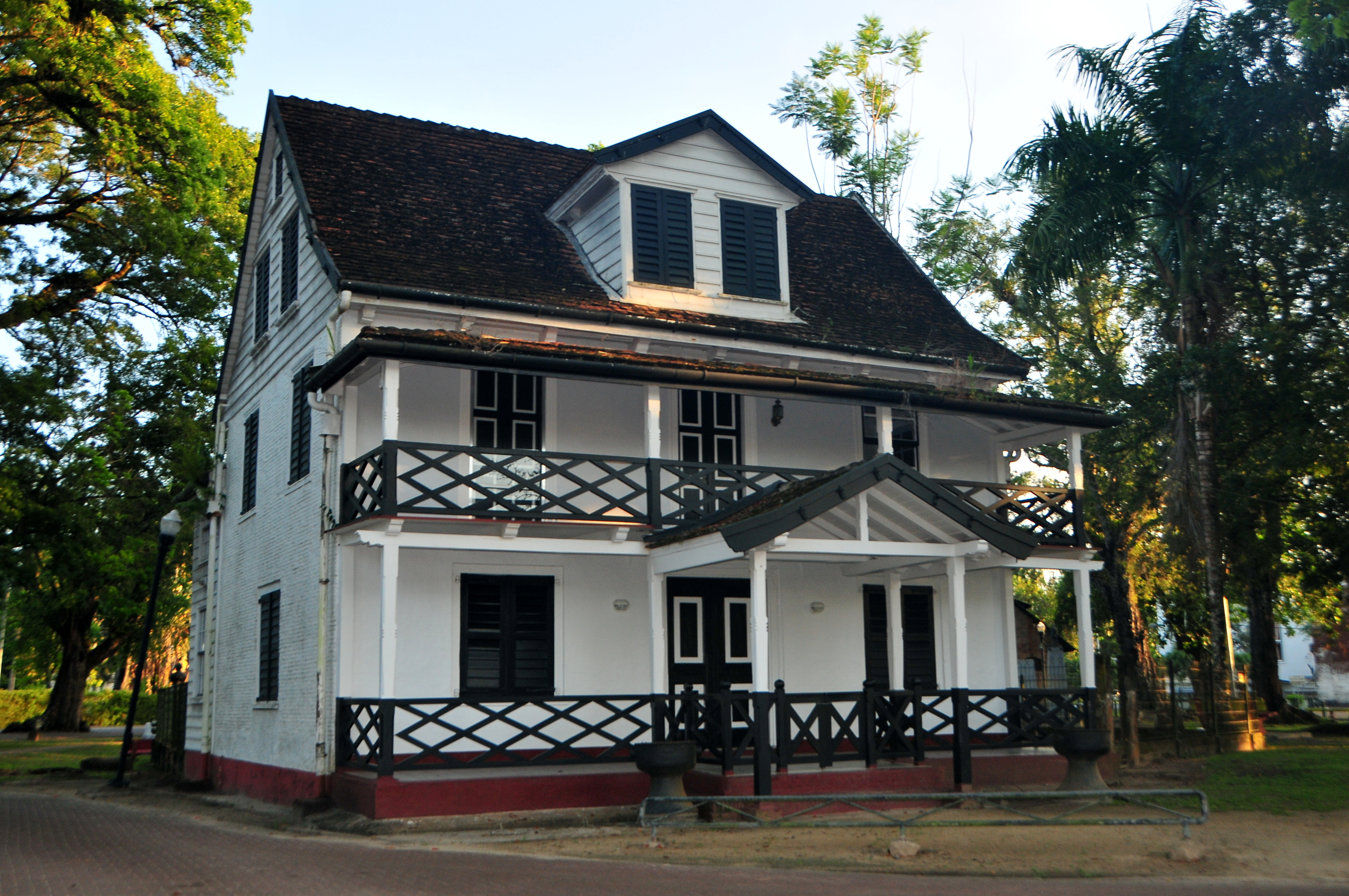
Ehemalige Offizierswohnung, September 2022

Fort Zeelandia ist eine ehemalige Befestigungsanlage am linken Ufer des Suriname und der Kern, aus dem die heutige Hauptstadt von Suriname, Paramaribo entstanden ist.

## Geschichte
Das Fort ist Anfang des 17. Jahrhunderts (um 1613) in der Nähe des Karibendorfes Parmirbo, des späteren Paramaribo, als eine mit Palisaden geschützte niederländische Handelsniederlassung entstanden. 1644 gab es eine einfache Verstärkung, die wahrscheinlich französische Kolonisten angelegt haben. Engländer unter Lord Willoughby übernahmen den Posten im Jahre 1651 und verstärkten die Anlage. Die mit Steinen hochgezogene Befestigung bekam den Namen Fort Willoughby.

### Eroberung durch Abraham Crijnssen
Abraham Crijnssen eroberte das Fort 1667 zum ersten Mal und 1668 endgültig für Zeeland von den Engländern und es wurde seitdem Fort Zeelandia genannt. Im Laufe der Zeit wurde es mit fünf Bastionen ausgebaut.

### Gefängnis, Museum
Ab 1872 wurde es ausschließlich als Gefängnis genutzt. Um es als surinamisches Museum einrichten zu können, wurde es 1968 gründlich restauriert und umgebaut. Am 25. September 1972 wurde die Anlage dann an die Stiftung Surinamisches Museum übertragen.

### Hauptquartier
Diese friedliche Nutzung dauerte nur zehn Jahre, denn 1982 hielten die Militärs um Desi Bouterse Einzug. Es wurde als militärisches Hauptquartier eingerichtet und diente auch als Gefängnis für Widersacher des Regimes. Am 8. Dezember 1982 wurden vom Bouterse-Regime fünfzehn Oppositionelle gefoltert und im Innenhof des Forts erschossen. Das Ereignis ist bekannt unter dem Namen „Dezembermorde“.

### Museum
Nachdem die Militärs das Fort wieder geräumt hatten, wurde es Anfang 1995 erneut renoviert und wieder als Museum eingerichtet. Am 23. November 1995 öffnete das Fort Zeelandia wieder sein Tor für Besucher.

Galerie Fort Zeelandia
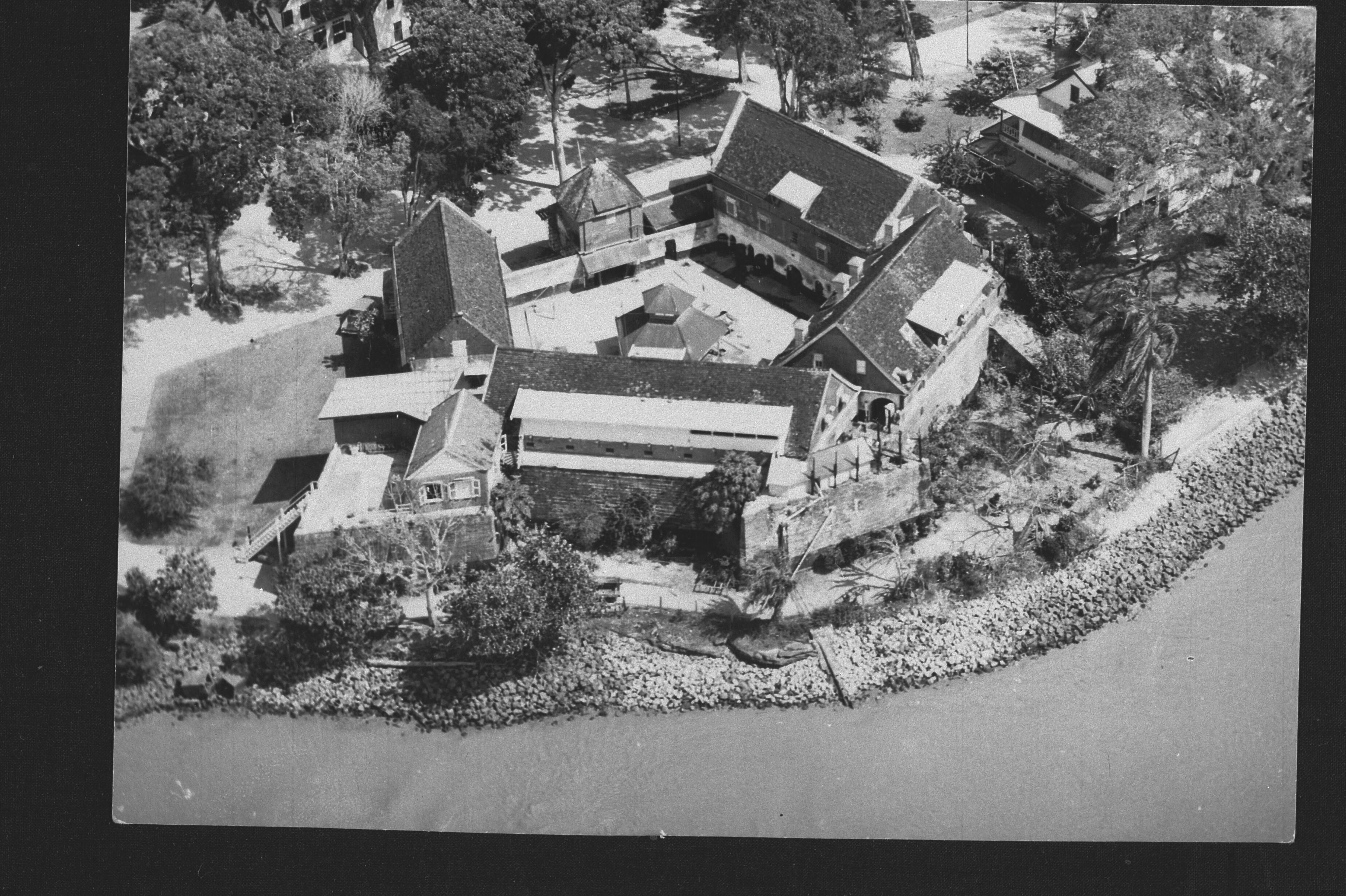
Luftfoto vom Fort Zeelandia 1961
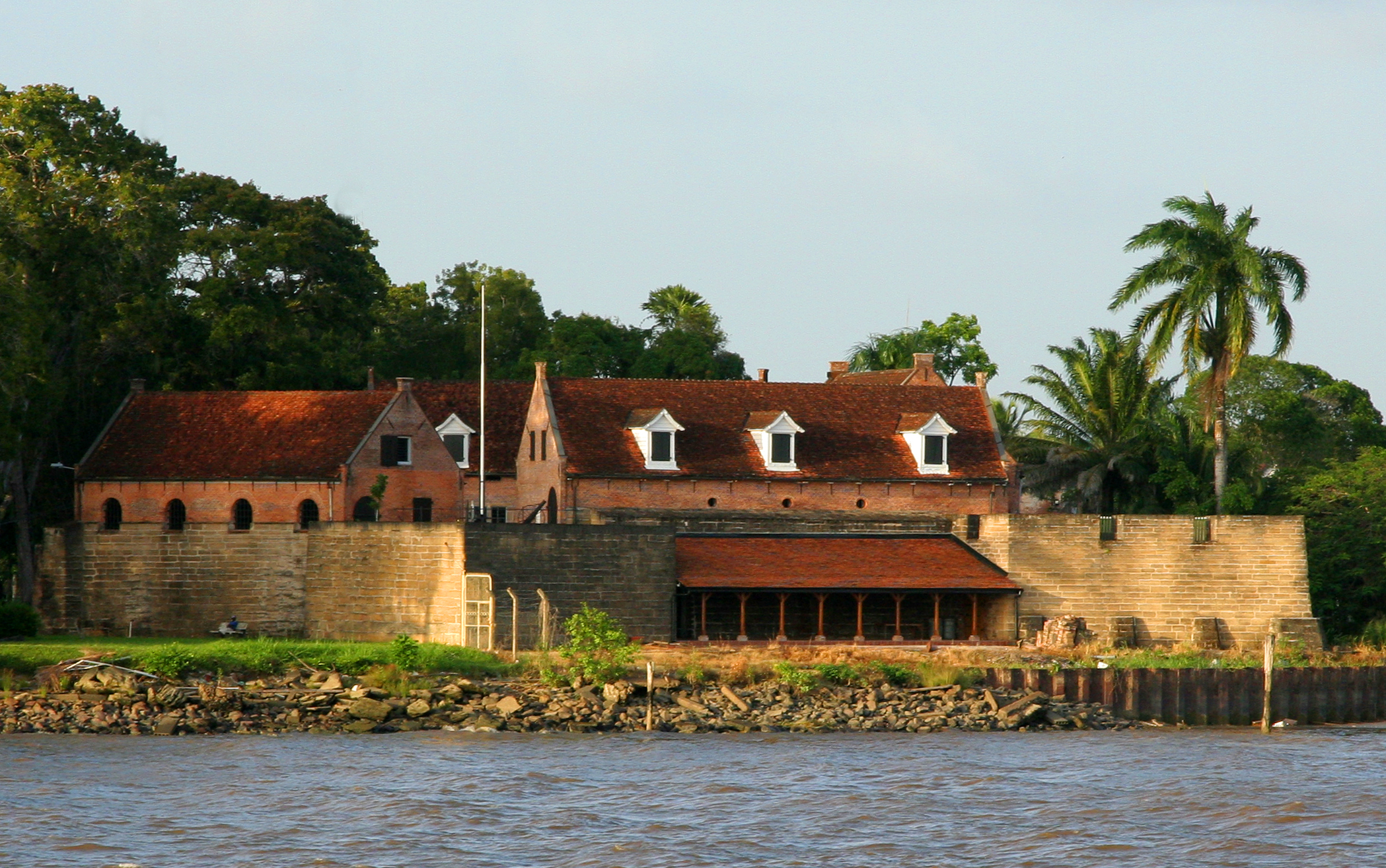
Fort vom Boot aus, Februar 2009
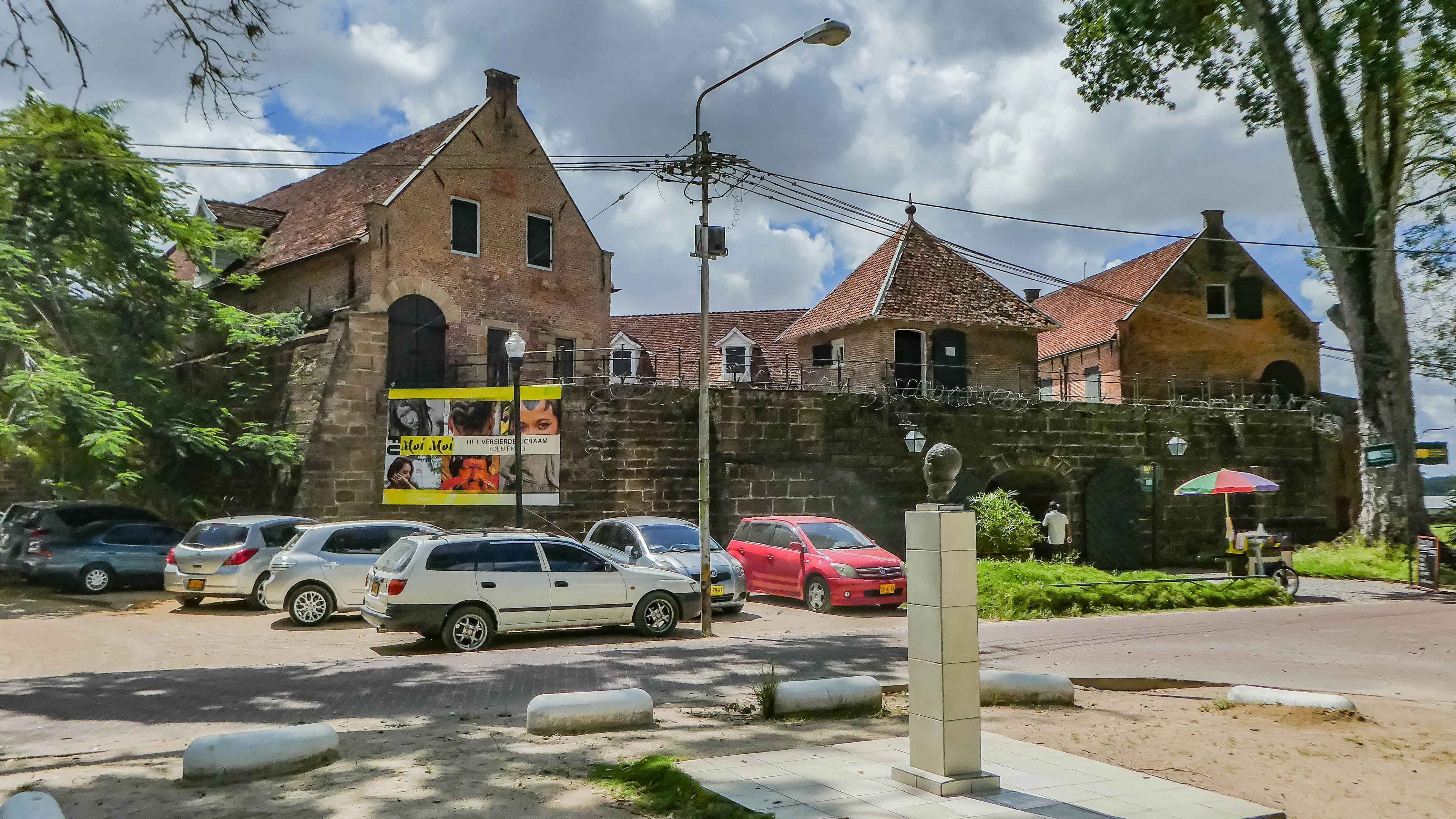
Eingangsbereich, Oktober 2016
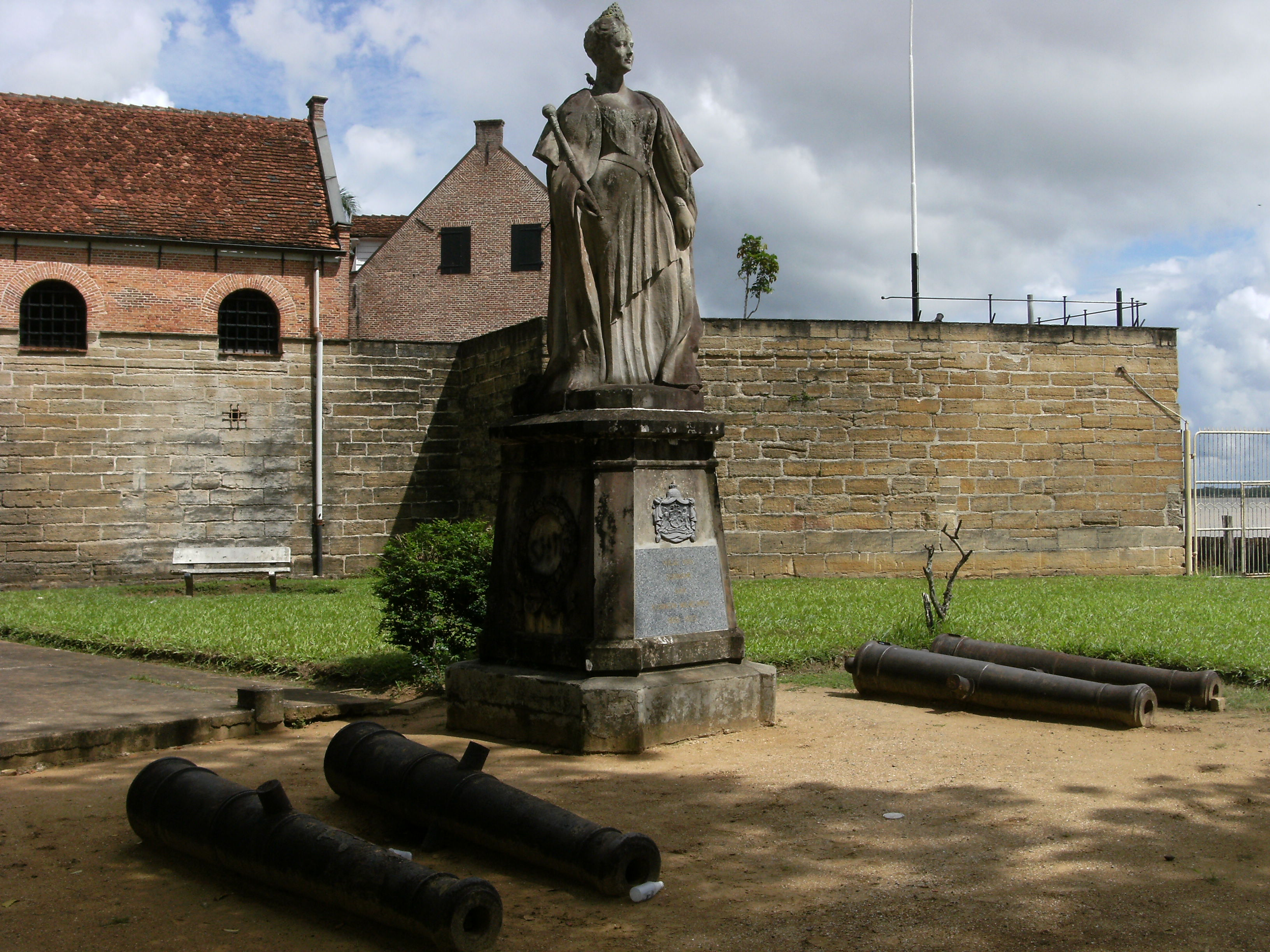
Fort mit Statue Königin Wilhelmina, Dezember 2008
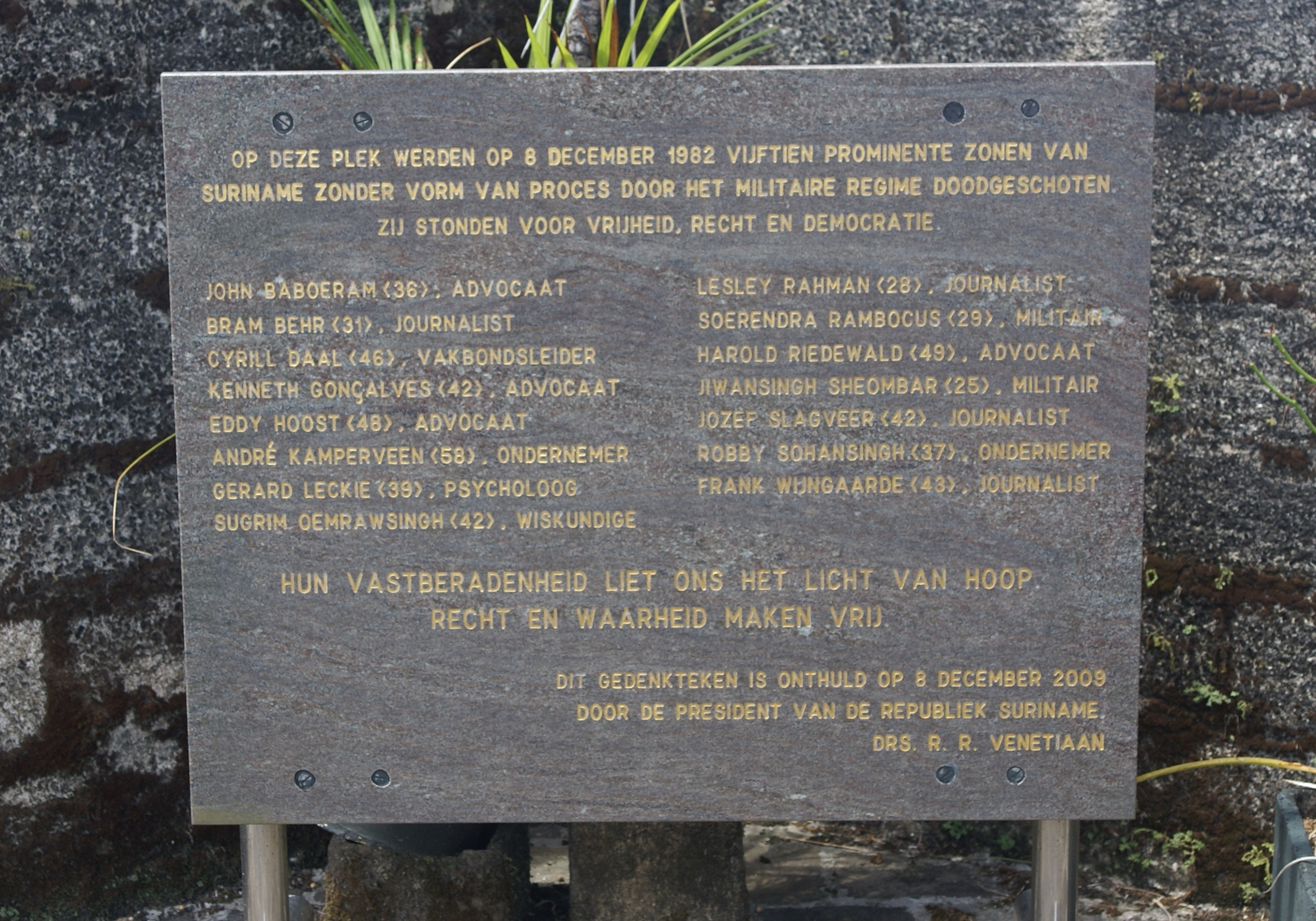
Gedenktafel auf der Bastion Veere im Fort, in Gedenken an die 1982 ermordeten 15 Personen